# تپه دره اناران
تپه دره اناران مربوط به دوران فراپارینه سنگی است و در شهرستان خرم‌آباد، بخش پاپی، دهستان سپیددشت، ۸۰ متری جنوب روستای دره اناران واقع شده و این اثر در تاریخ ۸ بهمن ۱۳۸۵ با شمارهٔ ثبت ۱۷۰۲۵ به عنوان یکی از آثار ملی ایران به ثبت رسیده است.